# ¡Hola!
«¡Hola!» (укр. Привіт!) — популярний щотижневий іспанський журнал, що спеціалізується на новинах про знаменитостей. Журнал публікується у Мадриді, Іспанія та у 15 інших країнах з місцевими виданнями у: Аргентині, Бразилії, Канаді, Чилі, Греції, Індонезії, Мексиці, Перу, Філіппіни, Пуерто-Рико, Таїланді, Великій Британії, США та Венесуелі. Другий журнал за популярність в Іспанії після «Pronto».

## Історія
Журнал «¡Hola!» був заснований у Барселоні 2 вересня 1944 року Антоніо Санчес Гомесом, який продовжував вести журнал аж до своєї смерті в 1970-х роках. Приймав на роботу він в основному родичів. І донині журнал залишається переважно сімейною організацією. Пізніше штаб-квартира журналу переїхала в Мадрид.
Журнал продовжує розвиватися й 2010 року його розпочали випускати в Аргентині.

## Тираж
Сукупна кількість читачів журналу на тиждень становить більше мільйона. 1993 року тираж журналу становив 654 836 примірників. Це робить його другим найбільш продаваним журналом в Іспанії. У 1997 році з тиражем у 627 514 копії опустився на 3 місце найбільш продаваних журналів.